# Schienennetz-Nutzungsbedingungen
Die Schienennetz-Nutzungsbedingungen (englisch Network Statement) sind ein Dokument, das nach europäischem Eisenbahnrecht von Infrastrukturbetreibern veröffentlicht wird.
Die Richtlinie 2012/34/EU verlangt einen diskriminierungsfreier Netzzugang und Zugang zu Serviceeinrichtungen. Das soll den Eisenbahnverkehrsunternehmen ermöglichen, schienenverkehrsbezogene Leistungen zu erbringen. Dazu sind gemäß Artikel 27 der Richtlinie 2012/34/EU in Schienennetz-Nutzungsbedingungen die Informationen und Bedingungen zu beschreiben. Infrastrukturbetreiber aktualisieren ihre Schienennetz-Nutzungsbedingungen meist jährlich. In derselben Richtlinie wird die Veröffentlichung in mindestens zwei Sprachen vorgeschrieben (in der Regel die Landessprache und Englisch).
Vor der Einführung der Richtlinie 2012/34/EU wurden die Vorgaben zu den Schienennetz-Nutzungsbedingungen in der Richtlinie 2001/14/EG geregelt.
Die Schienennetz-Nutzungsbedingungen enthalten administrative, rechtliche, technische und finanzielle Informationen zum Schienennetz des Infrastrukturbetreibers und zu dessen Serviceeinrichtungen und -leistungen.
Teilweise veröffentlichen auch außereuropäische Infrastrukturbetreiber vergleichbare Dokumente als Network Statement.

## Struktur
Im RNE Network Statement Common Structure and Implementation Guide sieht RailNetEurope folgende Grobstruktur des Dokuments vor:
1. Allgemeine Informationen
2. Infrastruktur
3. Zugangsbedingungen
4. Kapazitätsvergabe (Trassenvergabe)
5. Dienstleistungen und Gebühren
6. Betrieb
7. Serviceeinrichtungen